# Савицкая, Валентина Савельевна
Валенти́на Саве́льевна Сави́цкая (урождённая Тарату́нская; 10 августа 1927 — 9 марта 2020, Кишинёв) — молдавская советская певица (сопрано), народная артистка Молдавской ССР (1964). Сестра Тамары Чебан.

## Биография
Валентина Савицкая родилась в семье крестьян Савелия Павловича Таратунского (1888—1945), жителя хутора Сирбинки Черноморской губернии, и Александры Петровны Таратунской (в девичестве Батыр, 1895—1945).
С 1947 года она выступала как певица на радио. В 1954 году Савицкая окончила Кишинёвскую консерваторию, ученица Д. Г. Гершфельда и Л. О. Бабич. В 1952—56 гг. работала в Молдавском музыкально-драматическом театре. С 1956 года выступала в качестве солистки Молдавского театра оперы и балета, начиная с первой же премьеры театра — оперы Давида Гершфельда «Грозован» (роль Флорики в этой опере была создана композитором специально для начинающей певицы). Среди известных партий Савицкой: Марфа, Дездемона, Микаэла, Виолетта, Маргарита. Выступала и как концертная певица. Лауреат 1-й премии Международного фестиваля молодёжи и студентов в Варшаве (1955) и 2-й премии в Москве (1957).